# Марковце
Марковце (слч. Markovce) насељено је мјесто са административним статусом сеоске општине (слч. obec) у округу Михаловце, у Кошичком крају, Словачка Република.

## Становништво
| Година:    | 1994. | 2004.    | 2014.    | 2024.    |
| ---------- | ----- | -------- | -------- | -------- |
| Број људи: | 655   | 808      | 936      | 1081     |
| Разлика:   |       | +23,35 % | +15,84 % | +15,49 % |

| Година:    | 2023. | 2024.   |
| ---------- | ----- | ------- |
| Број људи: | 1073  | 1081    |
| Разлика:   |       | +0,74 % |

Према подацима о броју становника из 2011. године насеље је имало 900 становника.